# イオン高槻店
イオン高槻店（イオンたかつきてん）は、大阪府高槻市に所在するイオンリテールが運営・管理するショッピングセンター。旧称はジャスコシティ高槻。

## 概要
1994年（平成6年）3月19日に「ジャスコシティ高槻」として開業。当初は「グリーンシティー高槻」の仮称で建設計画が進められ、1991年（平成3年）4月に建設の届出がなされた。
阪急高槻市駅の東側には、1971年（昭和46年）11月30日に開業したダイエー高槻店が出店していたが、当施設が大規模な駐車場を併設した郊外型ショッピングセンターとして開業したため、駐車場のないダイエー高槻店は競合により売上が減少し、2000年（平成12年）10月31日に閉店に追い込まれた。
高槻駅前には元々西武百貨店のショッピングモール「オーロラシティ高槻西武」(現:高槻阪急) と松坂屋があり、商業激戦区であった。その後、2004年（平成16年）2月21日には平和堂が「アル・プラザ高槻」を核店舗としてシネマコンプレックスを併設する大型ショッピングセンター「アクトアモーレ」を開業し、、オーバーストアとなって苦戦を強いられている。
2011年3月1日に、イオングループの店舗ブランド統合に伴い、ショッピングセンター名、核店舗名ともに「イオン高槻店」に改称した。核店舗はイオン高槻店で、専門店も多数入居するがショッピングモール形式とは異なり、箱型GMSとして77の専門店を有した。

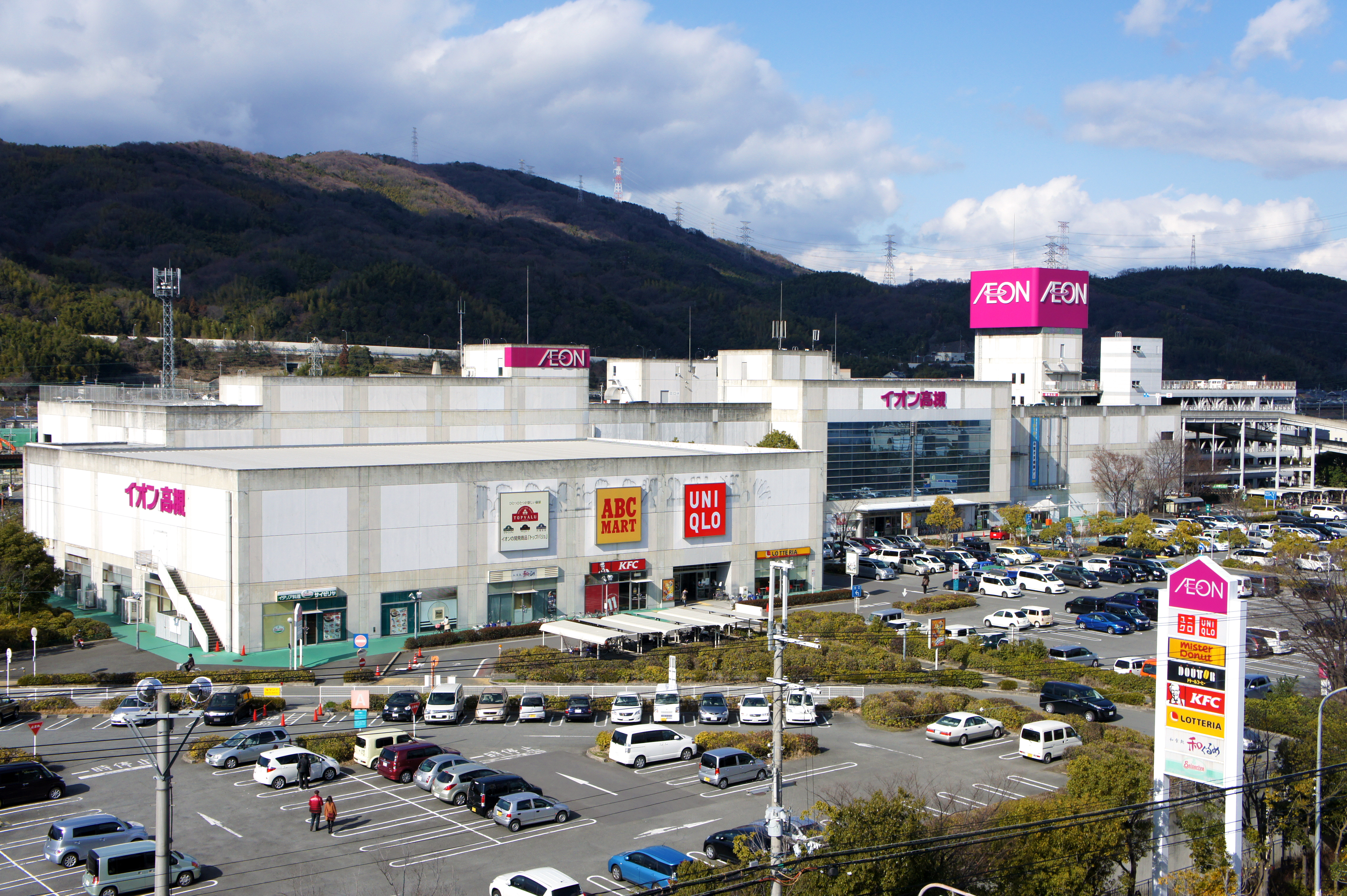
改装前の外観
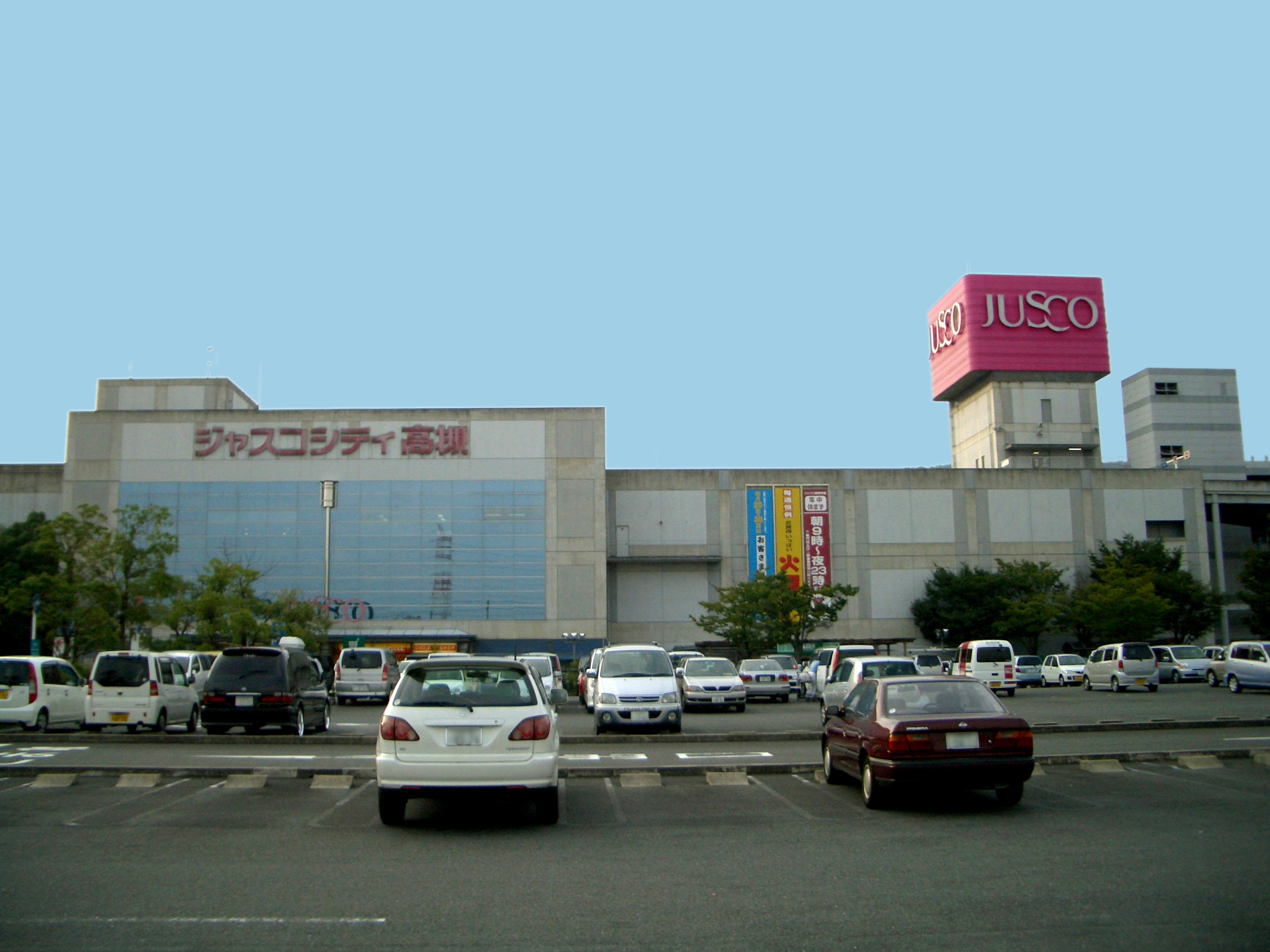
ジャスコシティ高槻時代の外観

## 付記
1963年にシロ高槻店として開店し、1992年に閉店したジャスコ高槻店（末期はディスカウントストアのビッグ・バーン）は、当ショッピングセンターとは別の店舗で直接の関係もなく、阪急高槻市駅の北側に店舗が存在した。旧ジャスコ高槻店の閉店から現在の高槻店の開店まで2年の間隔があり、旧高槻店はジャスコ新茨木店（現・イオンスタイル新茨木）に機能が統合されたといえる。閉店後の建物はパチンコ店となったが後に解体され、マンションが建設された。